# 1986–87년 ISU 스피드스케이팅 월드컵
1986–87년 ISU 스피드스케이팅 월드컵은 국제 빙상 경기 연맹(ISU) 주관으로 1986년 11월 29일부터 1987년 3월 15일까지 열린 스피드스케이팅 월드컵 대회이다.

## 남자

### 경기
| 날짜                                                             | 장소           | 종목     | 1위               | 2위                   | 3위                           |
| ---------------------------------------------------------------- | -------------- | -------- | ----------------- | --------------------- | ----------------------------- |
| 1986년 11월 29일-30일                                            | 베를린         | 500m(1)  | 이고리 젤레좁스키 | 구로이와 아키라       | 댄 잰슨                       |
| 1986년 11월 29일-30일                                            | 베를린         | 500m(2)  | 이고리 젤레좁스키 | 댄 잰슨 우베옌스 마이 |                               |
| 1986년 11월 29일-30일                                            | 베를린         | 1000m(1) | 이고리 젤레좁스키 | 비탈리 마코베츠키     | 콘스탄틴 쿠드럅체프 닉 토메츠 |
| 1986년 11월 29일-30일                                            | 베를린         | 1000m(2) | 이고리 젤레좁스키 | 댄 잰슨               | 우베옌스 마이                 |
| 1986년 11월 29일-30일                                            | 헤이렌베인     | 1500m    | 미하엘 하트시프   | 롤프 팔크라르센       | 헤인 페르헤이르               |
| 1986년 11월 29일-30일                                            | 헤이렌베인     | 5000m    | 게이르 칼스타     | 미하엘 하트시프       | 롤프 팔크라르센               |
| 1986년 12월 6일-7일                                              | 아선           | 500m(1)  | 구로이와 아키라   | 댄 잰슨               | 닉 토메츠                     |
| 1986년 12월 6일-7일                                              | 아선           | 500m(2)  | 구로이와 아키라   | 다니엘 튀르코트       | 프로데 뢴닝                   |
| 1986년 12월 6일-7일                                              | 아선           | 1000m(1) | 댄 잰슨           | 구로이와 아키라       | 닉 토메츠                     |
| 1986년 12월 6일-7일                                              | 아선           | 1000m(2) | 댄 잰슨           | 구로이와 아키라       | 가에탕 부셰르                 |
| 1986년 12월 6일-7일                                              | 동베를린       | 1500m    | 페터 아데베르크   | 미하엘 하트시프       | 데이브 실크                   |
| 1986년 12월 6일-7일                                              | 동베를린       | 5000m    | 미하엘 하트시프   | 레오 피서르           | 게이르 칼스타                 |
| 1987년 1월 10일                                                  | 바셀가디피네   | 500m     | 구로이와 아키라   | 닉 토메츠             | 얀 이케마                     |
| 1987년 1월 10일                                                  | 바셀가디피네   | 1000m    | 구로이와 아키라   | 닉 토메츠             | 가에탕 부셰르                 |
| 1987년 1월 11일                                                  | 인스부르크     | 1500m    | 헤인 페르헤이르   | 페르티 니튈래         | 마르쿠스 트뢰거               |
| 1987년 1월 11일                                                  | 인스부르크     | 5000m    | 레오 피서르       | 게이르 칼스타         | 페르티 니튈래                 |
| 1987년 1월 17일-18일                                             | 다보스         | 500m     | 닉 토메츠         | 우베옌스 마이         | 콘스탄틴 하리토노프           |
| 1987년 1월 17일-18일                                             | 다보스         | 1000m    | 닉 토메츠         | 우베옌스 마이         | 빅토르 샤셰린                 |
| 1987년 1월 17일-18일                                             | 다보스         | 1500m    | 빅토르 샤셰린     | 한스 망누손           | 올레크 보지예프               |
| 1987년 1월 17일-18일                                             | 다보스         | 5000m    | 게이르 칼스타     | 콘스탄틴 코롯코프     | 미하엘 하트시프               |
| 1987년 1월 24일-25일 1987년 유럽 선수권 대회 트론헤임            |                |          |                   |                       |                               |
| 1987년 1월 24일-25일                                             | 레이크플래시드 | 500m     | 닉 토메츠         | 세르게이 포키체프     | 미타니 유키히로               |
| 1987년 1월 24일-25일                                             | 레이크플래시드 | 1000m    | 구로이와 아키라   | 닉 토메츠             | 이고리 젤레좁스키             |
| 1987년 1월 31일-2월 1일 1987년 세계 스프린트 선수권 대회 퀘벡    |                |          |                   |                       |                               |
| 1987년 2월 14일-15일 1987년 세계 올라운드 선수권 대회 헤이렌베인 |                |          |                   |                       |                               |
| 1987년 2월 28일-3월 1일                                          | 하마르         | 500m     | 세르게이 포키체프 | 닉 토메츠             | 우베옌스 마이                 |
| 1987년 2월 28일-3월 1일                                          | 하마르         | 1000m    | 닉 토메츠         | 에릭 헨릭슨           | 니콜라이 굴랴예프             |
| 1987년 2월 28일-3월 1일                                          | 하마르         | 1500m    | 미하엘 하트시프   | 헤인 페르헤이르       | 한스 망누손                   |
| 1987년 2월 28일-3월 1일                                          | 하마르         | 5000m    | 게이르 칼스타     | 크리스티안 에밍거     | 헤인 페르헤이르               |
| 1987년 3월 4일-5일                                               | 외스테르순드   | 500m     | 닉 토메츠         | 프로데 뢴닝           | 댄 잰슨                       |
| 1987년 3월 4일-5일                                               | 외스테르순드   | 1000m    | 닉 토메츠         | 에릭 헨릭슨           | 한스 망누손                   |
| 1987년 3월 4일-5일                                               | 외스테르순드   | 1500m    | 롤프 팔크라르센   | 한스 망누손           | 한스외르크 발테스             |
| 1987년 3월 4일-5일                                               | 외스테르순드   | 5000m    | 게이르 칼스타     | 페르 벵트손           | 요아킴 칼베리                 |
| 1987년 3월 12일-15일                                             | 인첼           | 500m(1)  | 닉 토메츠         | 히로세 마코토         | 구로이와 아키라               |
| 1987년 3월 12일-15일                                             | 인첼           | 500m(2)  | 구로이와 아키라   | 닉 토메츠             | 세르게이 포키체프             |
| 1987년 3월 12일-15일                                             | 인첼           | 1000m    | 닉 토메츠         | 우베 슈트레프         | 니콜라이 굴랴예프             |
| 1987년 3월 12일-15일                                             | 인첼           | 1500m    | 헤인 페르헤이르   | 한스 망누손           | 미하엘 하트시프               |
| 1987년 3월 12일-15일                                             | 인첼           | 5000m    | 게이르 칼스타     | 미하엘 하트시프       | 한스외르크 발테스             |
| 1987년 3월 12일-15일                                             | 인첼           | 10000m   | 게이르 칼스타     | 미하엘 하트시프       | 헤라르트 켐커르스             |

### 월드컵 랭킹
| 순위 | 선수              | 포인트 |
| ---- | ----------------- | ------ |
| 1    | 닉 토메츠         | 202    |
| 2    | 구로이와 아키라   | 196    |
| 3    | 댄 잰슨           | 155    |
| 4    | 얀 이케마         | 123    |
| 5    | 프로데 뢴닝       | 120    |
| 6    | 우베옌스 마이     | 108    |
| 7    | 세르게이 포키체프 | 100    |
| 8    | 기 티보           | 88     |
| 9    | 비탈리 마코베츠키 | 78     |
| 10   | 헤이르트 카위퍼르 | 74     |

| 순위 | 선수              | 포인트 |
| ---- | ----------------- | ------ |
| 1    | 닉 토메츠         | 184    |
| 2    | 구로이와 아키라   | 162    |
| 3    | 댄 잰슨           | 130    |
| 4    | 우베 슈트레프     | 114    |
| 5    | 에릭 헨릭슨       | 109    |
| 6    | 가에탕 부셰르     | 104    |
| 7    | 얀 이케마         | 81     |
| 8    | 기 티보           | 78     |
| 9    | 우베옌스 마이     | 71     |
| 10   | 이고리 젤레좁스키 | 70     |

| 순위 | 선수               | 포인트 |
| ---- | ------------------ | ------ |
| 1    | 한스 망누손        | 122    |
| 2    | 미하엘 하트시프    | 121    |
| 3    | 헤인 페르헤이르    | 117    |
| 4    | 롤프 팔크라르센    | 108    |
| 5    | 비에른 아르네 뉠란 | 80     |
| 6    | 데이브 실크        | 77     |
| 7    | 요아킴 칼베리      | 74     |
| 8    | 마르쿠스 트뢰거    | 70     |
| 9    | 한스외르크 발테스  | 69     |
| 10   | 레오 피서르        | 54     |
| 10   | 올레크 보지예프    | 54     |

| 순위 | 팀                | 포인트 |
| ---- | ----------------- | ------ |
| 1    | 게이르 칼스타     | 172    |
| 2    | 미하엘 하트시프   | 143    |
| 3    | 레오 피서르       | 131    |
| 4    | 크리스티안 에밍거 | 113    |
| 5    | 페르 벵트손       | 101    |
| 6    | 데이브 실크       | 95     |
| 7    | 헤라르트 켐커르스 | 92     |
| 8    | 요아킴 칼베리     | 84     |
| 9    | 페르티 니튈래     | 70     |
| 10   | 롤프 팔크라르센   | 69     |

## 여자

### 경기
| 날짜                                                             | 장소           | 종목     | 1위                       | 2위                       | 3위                   |
| ---------------------------------------------------------------- | -------------- | -------- | ------------------------- | ------------------------- | --------------------- |
| 1986년 11월 29일-30일                                            | 헤이렌베인     | 500m(1)  | 보니 블레어               | 카린 카리나               | 이리나 쿨레쇼바       |
| 1986년 11월 29일-30일                                            | 헤이렌베인     | 500m(2)  | 보니 블레어               | 카린 카리나               | 에델 테레세 회이세트  |
| 1986년 11월 29일-30일                                            | 헤이렌베인     | 1000m(1) | 카린 카리나               | 보니 블레어               | 이리나 쿨레쇼바       |
| 1986년 11월 29일-30일                                            | 헤이렌베인     | 1000m(2) | 카린 카리나               | 보니 블레어               | 콘스탄체 스칸돌로     |
| 1986년 11월 29일-30일                                            | 헤이렌베인     | 1500m    | 이보너 판 헤닙            | 마리커 스탐               | 케이티 클래스         |
| 1986년 11월 29일-30일                                            | 헤이렌베인     | 5000m    | 이보너 판 헤닙            | 마리커 스탐               | 케이티 클래스         |
| 1986년 12월 6일-7일                                              | 아선           | 500m(1)  | 보니 블레어               | 잉리트 하링아             | 에델 테레세 회이세트  |
| 1986년 12월 6일-7일                                              | 아선           | 500m(2)  | 보니 블레어               | 크리스티너 아프팅크       | 에르비나 리시페렌스   |
| 1986년 12월 6일-7일                                              | 아선           | 1000m(1) | 보니 블레어               | 잉리트 하링아             | 에메세 네메트후니아디 |
| 1986년 12월 6일-7일                                              | 아선           | 1000m(2) | 보니 블레어               | 크리스티너 아프팅크       | 에르비나 리시페렌스   |
| 1986년 12월 6일-7일                                              | 동베를린       | 1500m    | 카린 카리나               | 안드레아 에리히미체를리히 | 자비네 브렘           |
| 1986년 12월 6일-7일                                              | 동베를린       | 5000m    | 카린 카리나               | 안드레아 에리히미체를리히 | 이보너 판 헤닙        |
| 1987년 1월 10일-11일                                             | 다보스         | 500m     | 보니 블레어               | 카린 카리나               | 앙겔라 슈탕케         |
| 1987년 1월 10일-11일                                             | 다보스         | 1500m    | 안드레아 에리히미체를리히 | 카린 카리나               | 보니 블레어           |
| 1987년 1월 24일-25일 1987년 유럽 선수권 대회 흐로닝언            |                |          |                           |                           |                       |
| 1987년 1월 24일-25일                                             | 레이크플래시드 | 500m     | 보니 블레어               | 모니카 플루크             | 하시모토 세이코       |
| 1987년 1월 24일-25일                                             | 레이크플래시드 | 1000m    | 보니 블레어               | 하시모토 세이코           | 타티야나 카부토바     |
| 1987년 1월 24일-25일                                             | 레이크플래시드 | 1500m    | 케이티 클래스             | 마리커 스탐               | 레슬리 베이더         |
| 1987년 1월 24일-25일                                             | 레이크플래시드 | 3000m    | 페트라 몰하위전           | 흐리트여 뮐더르           | 레슬리 베이더         |
| 1987년 1월 31일-2월 1일 1987년 세계 스프린트 선수권 대회 퀘벡    |                |          |                           |                           |                       |
| 1987년 2월 7일-8일 1987년 세계 올라운드 선수권 대회 웨스트앨리스 |                |          |                           |                           |                       |
| 1987년 2월 28일-3월 1일                                          | 헬싱키         | 500m     | 보니 블레어               | 카린 카리나               | 나탈리야 아르타모노바 |
| 1987년 2월 28일-3월 1일                                          | 헬싱키         | 1000m    | 카린 카리나               | 나탈리야 아르타모노바     | 보니 블레어           |
| 1987년 2월 28일-3월 1일                                          | 헬싱키         | 1500m    | 이보너 판 헤닙            | 안드레아 에리히미체를리히 | 보니 블레어           |
| 1987년 2월 28일-3월 1일                                          | 헬싱키         | 5000m    | 안드레아 에리히미체를리히 | 이보너 판 헤닙            | 자클린 뵈르너         |
| 1987년 3월 4일                                                   | 시엔           | 500m     | 보니 블레어               | 잉리트 하링아             | 크리스티너 아프팅크   |
| 1987년 3월 4일                                                   | 시엔           | 1500m    | 이보너 판 헤닙            | 나탈리 그르니에           | 페트라 몰하위전       |
| 1987년 3월 5일                                                   | 라르비크       | 1000m    | 이보너 판 헤닙            | 나탈리 그르니에           | 크리스티너 아프팅크   |
| 1987년 3월 5일                                                   | 라르비크       | 3000m    | 이보너 판 헤닙            | 크리스티너 아프팅크       | 페트라 몰하위전       |
| 1987년 3월 12일-15일                                             | 인첼           | 500m     | 보니 블레어               | 잉리트 하링아             | 크리스티너 아프팅크   |
| 1987년 3월 12일-15일                                             | 인첼           | 1000m    | 보니 블레어               | 크리스티너 아프팅크       | 잉리트 하링아         |
| 1987년 3월 12일-15일                                             | 인첼           | 1500m    | 이보너 판 헤닙            | 보니 블레어               | 나탈리 그르니에       |
| 1987년 3월 12일-15일                                             | 인첼           | 3000m    | 이보너 판 헤닙            | 마리커 스탐               | 페트라 몰하위전       |
| 1987년 3월 12일-15일                                             | 인첼           | 5000m    | 이보너 판 헤닙            | 마리커 스탐               | 페트라 몰하위전       |

### 월드컵 랭킹
| 순위 | 선수                  | 포인트 |
| ---- | --------------------- | ------ |
| 1    | 보니 블레어           | 175    |
| 2    | 잉리트 하링아         | 133    |
| 3    | 에델 테레세 회이세트  | 123    |
| 4    | 크리스티너 아프팅크   | 115    |
| 5    | 카린 카리나           | 106    |
| 6    | 셸리 리드             | 90     |
| 7    | 에메세 네메트후니아디 | 80     |
| 8    | 케이티 클래스         | 75     |
| 9    | 이리나 쿨레쇼바       | 71     |
| 10   | 나탈리 그르니에       | 67     |

| 순위 | 선수                  | 포인트 |
| ---- | --------------------- | ------ |
| 1    | 보니 블레어           | 147    |
| 2    | 잉리트 하링아         | 106    |
| 3    | 크리스티너 아프팅크   | 103    |
| 4    | 에메세 네메트후니아디 | 95     |
| 5    | 에델 테레세 회이세트  | 91     |
| 6    | 나탈리 그르니에       | 84     |
| 7    | 에르비나 리시페렌스   | 80     |
| 8    | 카린 카리나           | 75     |
| 9    | 셸리 리드             | 62     |
| 10   | 하이케 푈란트         | 60     |

| 순위 | 선수                      | 포인트 |
| ---- | ------------------------- | ------ |
| 1    | 이보너 판 헤닙            | 118    |
| 2    | 마리커 스탐               | 102    |
| 3    | 레슬리 베이더             | 93     |
| 3    | 케이티 클래스             | 93     |
| 5    | 보니 블레어               | 80     |
| 6    | 카린 카리나               | 79     |
| 6    | 나탈리 그르니에           | 79     |
| 8    | 안드레아 에리히미체를리히 | 69     |
| 9    | 페트라 몰하위전           | 68     |
| 10   | 자클린 뵈르너             | 54     |

| 순위 | 팀              | 포인트 |
| ---- | --------------- | ------ |
| 1    | 이보너 판 헤닙  | 142    |
| 2    | 마리커 스탐     | 118    |
| 3    | 페트라 몰하위전 | 101    |
| 4    | 레슬리 베이더   | 83     |
| 5    | 엘레나 벨치     | 81     |
| 6    | 케이티 클래스   | 79     |
| 7    | 나탈리 그르니에 | 75     |
| 8    | 앙겔리카 하스만 | 70     |
| 9    | 아리안 루아뇽   | 54     |
| 10   | 민나 뉘스테트   | 50     |
| 10   | 잉리트 파울     | 50     |